# Pelochyta arontes
Pelochyta arontes là một loài bướm đêm thuộc phân họ Arctiinae, họ Erebidae.